# Chiesa di Santa Teresa (Reggio Emilia)
La chiesa di Santa Teresa  è un luogo di culto cattolico situato in via Campo Marzio, nel centro storico di Reggio nell'Emilia. La chiesa è sede della parrocchia di San Salvatore in Santa Teresa del vicariato Urbano della diocesi di Reggio Emilia-Guastalla.

## Storia
La chiesa fu eretta per volontà dei carmelitani scalzi tra il 1716 ed il 1743 su progetto dell'architetto Andrea Tarabusi e fu inizialmente intitolata ai SS. Giuseppe e Teresa. Con la chiusura nel 1786 della vicina chiesa di San Salvatore, l'edificio fu elevato al rango di parrocchia. Nel 1946 gli interni, così come la lunetta sovrastante il portale furono dipinti dal pittore reggiano Anselmo Govi e dai suoi allievi.

## Descrizione
La pianta della chiesa è a croce latina. Nel primo altare di destra un Santa Barbara del pittore ferrarese Carlo Bononi mentre nel secondo Annunciazione di Alfonso Chierici. Nel presbiterio invece Salvatore, Vergine e santi di Francesco Vellani.